# 妙久寺 (江東区)
妙久寺（みょうきゅうじ）は、東京都江東区にある日蓮宗の寺院。

## 概要
1630年（寛永7年）、日領によって開山された。
戦後の一時期、俳人の石田波郷が住んでいた縁で、境内に波郷の句碑が建てられている。

## 墓所
- 近藤長裕（剣術家）

天然理心流の創始者で、4代目宗家が、新選組局長の近藤勇である。
- 大鵬幸喜（大相撲力士、第48代横綱）

## 交通アクセス
- 西大島駅より徒歩20分。新開橋を越え

明治通りと清洲橋通りの交差を右折し、すぐ。